# Maytenus radlkoferiana
Maytenus radlkoferiana là một loài thực vật có hoa trong họ Dây gối. Loài này được Loes. ex Taub. mô tả khoa học đầu tiên năm 1893.